# Campionati del mondo di ciclismo su strada 2023 - Gara in linea femminile Junior
La gara in linea femminile Junior dei Campionati del mondo di ciclismo su strada 2023 si è svolta il 5 agosto 2023 in Scozia, con partenza ed arrivo a Glasgow, su un circuito da ripetere 5 volte, per un percorso totale di 70,0 km. L'oro è stato appannaggio della francese Julie Bego con il tempo di 1h54'53" a 36,559 km/h di media, argento alla britannica Cat Ferguson e il bronzo alla belga Fleur Moors. 
Delle 98 cicliste alla partenza, 75 hanno tagliato il traguardo.

## Squadre partecipanti
| N.    | Cod. | Squadra       |
| ----- | ---- | ------------- |
| 1-5   | GBR  | Gran Bretagna |
| 6-10  | FRA  | Francia       |
| 11-15 | ITA  | Italia        |
| 16-20 | BEL  | Belgio        |
| 21-25 | NLD  | Paesi Bassi   |
| 26-29 | CAN  | Canada        |
| 30-33 | GER  | Germania      |
| 34-36 | COL  | Colombia      |
| 37-39 | AUS  | Australia     |
| 40    | ALG  | Algeria       |
| 41-42 | IRL  | Irlanda       |
| 43-46 | NOR  | Norvegia      |
| 47-49 | SUI  | Svizzera      |
| 50    | BRA  | Brasile       |
| 51    | ZIM  | Zimbabwe      |
| 52-55 | USA  | Stati Uniti   |
| 56-59 | DEN  | Danimarca     |
| 60-63 | NZL  | Nuova Zelanda |

| N.    | Cod. | Squadra    |
| ----- | ---- | ---------- |
| 64-67 | ESP  | Spagna     |
| 68    | SWE  | Svezia     |
| 69-71 | SVK  | Slovacchia |
| 72-74 | CZE  | Rep. Ceca  |
| 75    | ETH  | Etiopia    |
| 76-77 | UKR  | Ucraina    |
| 78-80 | MEX  | Messico    |
| 81    | NAM  | Namibia    |
| 82-84 | SVN  | Slovenia   |
| 85    | RSA  | Sud Africa |
| 86    | LTU  | Lituania   |
| 87-88 | RWA  | Ruanda     |
| 89    | NIG  | Nigeria    |
| 90    | ALB  | Albania    |
| 91    | AUT  | Austria    |
| 92    | ISR  | Israele    |
| 93-96 | POL  | Polonia    |
| 97-98 | PRT  | Portogallo |

## Ordine d'arrivo (Top 10)
| Pos. | Corridore           | Squadra     | Tempo    |
| ---- | ------------------- | ----------- | -------- |
| 1    | Julie Bego          | Francia     | 1h54'53" |
| 2    | Cat Ferguson        | G. Bretagna | a 9"     |
| 3    | Fleur Moors         | Belgio      | s.t.     |
| 4    | Federica Venturelli | Italia      | s.t.     |
| 5    | Imogen Wolff        | G. Bretagna | a 12"    |
| 6    | Titia Ryo           | Francia     | s.t.     |
| 7    | Célia Gery          | Francia     | s.t.     |
| 8    | Isabella Holmgren   | Canada      | a 15"    |
| 9    | Mackenzie Coupland  | Australia   | s.t.     |
| 10   | Xaydee Van Sinaey   | Belgio      | a 17"    |